# Войчишин Юлія Михайлівна
Войчишин Юлія Михайлівна (17 березня 1929, Зороків, тепер Черняхівський район, Житомирська область) — український літературознавець, громадський діяч.

## Життєпис
Народилась 17 березня 1929 р. в містечку Зороків біля Житомира. Закінчила торговельну школу в Самборі, потім гімназію в таборах для інтернованих (Гайденав, Гамбург — Німеччина). У 1948 р. прибула до Канади, у 1956 р. — отримала громадянство. 
Студіювала славістику в Оттавському університеті, потім учителювала (з 1970 р.), працювала асистентом в Оттавському університеті (1972-1976). Була головою Пласту (1971–1979), головою Комітету українок Канади (1973–1974). Очолювала курси українознавства.
Очолювала відділення Канадського товариства прихильників Руху в 1990–1996 роках у Оттаві. Від 1997 року – заступниця голови оттавського відділу Канадського товариства приятелів України, відповідає за Канадський фонд «Дітям Чорнобиля».
Захистила дисертацію (1982). Досліджувала творчість Івана Багряного, Євгена Маланюка.
Публікується у газетах «Новий шлях», «Українські вісті», «Свобода».
Одружена, чоловік — Войчишин Іван, лікар та громадський діяч.

## Окремі твори
- Войчишин Ю. Іван Багряний. Літературно-біографічна студія. — Вінніпег, 1968. — 87 с.
- Войчишин Ю. «…Ярий крик і біль тужавий…»: Поетична особистість Євгена Маланюка. — К.: Либідь, 1993. — 159 с.